# 1,1,1-Trichlor-2,2,2-trifluorethan
1,1,1-Trichlor-2,2,2-trifluorethan ist eine chemische Verbindung des Chlors aus der Gruppe der Fluorchlorkohlenwasserstoffe.

## Gewinnung und Darstellung
1,1,1-Trichlor-2,2,2-trifluorethan kann durch Umwandlung von 1,1,2-Trichlor-1,2,2-trifluorethan im Temperaturbereich von 593-713 K unter Strömungsbedingungen und unter Verwendung der Katalysatoren β-AlF3 oder Aluminiumoxid gewonnen werden.

## Eigenschaften
1,1,1-Trichlor-2,2,2-trifluorethan ist eine farblose Flüssigkeit. Die kritische Temperatur liegt bei 209,8 °C und sie hat ein Ozonabbaupotential von 0,8.

## Verwendung
1,1,1-Trichlor-2,2,2-trifluorethan wird zur Herstellung von anderen Chemikalien (wie zum Beispiel Pyrethroiden) verwendet.